# Kate Morton
Kate Morton (ur. 1976) – australijska pisarka, która zyskała międzynarodową sławę dzięki powieściom Dom w Riverton, Zapomniany Ogród oraz Milczący Zamek. Jej najnowszą powieścią jest Strażnik Tajemnic.

## Życiorys
Kate Morton jest najstarszą z trzech sióstr. Pochodzi z południowej Australii, po licznych przeprowadzkach jej rodzina osiadła w Tamborine Mountain. Od dzieciństwa lubiła czytać, szczególnie książki autorstwa Enid Blyton.
Studiowała w Londynie w Trinity College. Ukończyła z wyróżnieniem University of Queensland, uzyskując dyplom z literatury angielskiej. Przygotowuje pracę doktorską.
Jest żoną muzyka jazzowego i kompozytora. Mają dwóch synów. Mieszkają na przedmieściach Brisbane w Paddington.
Jej powieści zostały wydane w 39 krajach i sprzedane w 3 milionach egzemplarzy. Szczególną popularnością cieszą się w jej rodzimej Australii, USA, Włoszech, Wielkiej Brytanii oraz Niemczech.

## Wybrana twórczość
- 2006: Dom w Riverton (The House at Riverton)
- 2008: Zapomniany Ogród (The Forgotten Garden)
- 2010: Milczący Zamek (The Distant Hours)
- 2012: Strażnik Tajemnic (The Secret Keeper)
- 2016: Dom nad Jeziorem (The Lake House)
- 2018: Córka zegarmistrza (The Clockmaker's Daughter)